# Scotorythra crocorrhoa
Scotorythra crocorrhoa är en fjärilsart som beskrevs av Edward Meyrick 1928. Scotorythra crocorrhoa ingår i släktet Scotorythra och familjen mätare. Inga underarter finns listade.